# Мелентьев, Лев Александрович
Лев Алекса́ндрович Меле́нтьев (9 декабря [22 декабря] 1908, Санкт-Петербург — 8 июля 1986, Москва) — советский учёный, специалист в области энергетики. Академик Академии наук СССР. Герой Социалистического Труда. Лауреат премии Совета Министров СССР.

## Биография

Могила Мелентьева на Новодевичьем кладбище Москвы.

Лев Александрович Мелентьев родился в Санкт-Петербурге. Сын Александра Николаевича Мелентьева (1885—1942) — морского офицера, начальника Морского генерального штаба (1919—1920).
С 1926 по 1930 год учился на экономическом факультете Ленинградского политехнического института.
В 1937 году Мелентьеву присуждена степень кандидата технических наук. В 1941 — доктора экономических наук.
С 1942 по 1960 год старший научный сотрудник в Энергетическом институте АН СССР. В 1947 году вступил в ВКП(б).
С 1960 по 1973 год директор Сибирского энергетического института Сибирского отделения АН СССР. С 1960 по 1965 председатель Президиума Восточно-Сибирского филиала СО АН СССР.
10 июня 1960 года избран членом-корреспондентом Академии наук СССР. С 1961 по 1966 входил в Президиум СО АН СССР. 1 июня 1966 был избран академиком АН СССР.
Депутат Верховного Совета СССР 6 и 8 созывов.
С 1985 по 1986 год директор Института энергетических исследований.
Похоронен на Новодевичьем кладбище в Москве.

## Научные достижения
Занимался разработкой теоретических основ и методов оптимизации структуры топливно-энергетического хозяйства. Создал научную школу, представители которой занимались системными исследованиями в энергетике.

## Награды и премии

### Ордена и медали
- Герой Социалистического Труда (1969)[5];
- Четыре ордена Ленина (1967[9], 1969[9], 1978[9], 1984[9]);
- Орден Октябрьской Революции (1975)[9];
- Орден Трудового Красного Знамени (1957)[9];
- Орден «Знак Почёта» (1945)[9];
- Медаль им. Франтишека Крижика Чехословацкой академии наук (1978)[3].

### Премии и почётные звания
- Премия Совета Министров СССР (1985);[9]
- Премия имени Г. М. Кржижановского (совместно с Е. О. Штейнгаусом, за 1960 год) — за монографию «Экономика энергетики СССР»;
- Премия имени Г. М. Кржижановского (1982) — за монографию «Системные исследования в энергетике»;
- Почётный доктор Гданьского политехнического института (1982);[3]
- Почётный доктор Чешского политехнического института (1982)[3].

## Память
Сибирский энергетический институт в 1997 году переименован в Институт систем энергетики им. Л. А. Мелентьева СО РАН.